# Magellanbussard
Der Magellanbussard, auch Andenbussard, (Buteo ventralis) ist ein Greifvogel aus der Familie der Habichtartigen (Accipitridae).
Die Art wurde mitunter als konspezifisch mit dem Rotschwanzbussard (Buteo jamaicensis) sowie lange als Farbvariante (Morphe) des Rotrückenbussards (Geranoaetus polyosoma) angesehen.
Der Vogel kommt in Argentinien und Chile vor über Patagonien bis Feuerland und Navarino.
Der Lebensraum umfasst gemäßigte Waldgebiete, buschbestandene offene Flächen und Grasland bis mindestens 1200, örtlich bis 1500 m Höhe.
Der Artzusatz kommt von lateinisch venter ‚Bauch‘.

## Merkmale
Die Art ist 40 bis 60 cm groß, das Männchen wiegt um die 950, das etwas größere Weibchen etwa 1140 g, die Flügelspannweite liegt zwischen 119 und 139 cm.
Dieser Bussard hat lange Flügel mit rechteckigen Spitzen und geknickten Hinterkanten, der Schwanz ist mittellang. Es gibt eine helle und eine dunkle Morphe. Bei der hellen Variante ist die Oberseite dunkelbraun bis schwärzlich, die Kehle weiß, die Unterseite rotbraun mit schwarzen Streifen und Flecken, die Schenkel sind auch rotbraun, der rötliche Schwanz zeigt 8 bis 10 schwarze Binden, die Terminalbinde ist am breitesten, die Spitze weiß.
Bei der dunklen Morphe ist das Gefieder rußig schwarz, die Unterseite blasser, Flügel- und Schwanzunterseite sind gefleckt grau.
Die Iris ist dunkel rötlich-braun, Wachshaut und Beine sind gelb.
Hauptverwechslungsmöglichkeit besteht mit dem Rotrückenbussards (Geranoaetus polyosoma).
Jungvögel sind dunkelbraun auf der Oberseite mit rotbraunen und weißen Federrändern, die Unterseite ist weiß mit schwarzer Strichelung seitlich, der Schwanz hat kein Rotbraun, die Iris ist graubraun. Sie sind nicht oder kaum von Jungvögeln des Rotschwanzbussards (Buteo jamaicensis) zu unterscheiden.
Die Art ist monotypisch.

## Stimme
Der Ruf wird als harsches, langgezogenes „kee-ahrr“ beschrieben.

## Lebensweise
Die Nahrung besteht hauptsächlich aus Säugetieren und mehr noch Vögeln.
Die Brutzeit liegt überwiegend zwischen Oktober und November. Das Nest besteht aus Zweigen auf einem großen, alten Baum und wird mitunter mehrmals benutzt.
Das Gelege besteht aus 1 bis 3 Eiern, die über etwa 30 Tage bebrütet werden.

## Gefährdungssituation
Die Art gilt als gefährdet (Vulnerable).